# 白沙村 (連江縣)
白沙村（馬拼：Pah-sei-tshoung，平話字：Băh-săi-chŏng）是中華民國福建省連江縣北竿鄉所轄的6個村之一，位在北竿鄉西南方半島端，為北竿距離南竿最近的村落。。東、西、南三面環海，南部背倚尼姑山，北部以里山與坂里村相鄰。轄內的白沙港為北竿鄉海上對外重要門戶。

## 村名由來
因昔日該村未建碼頭之前，海灘岸邊遍佈潔白的細沙，故名「白沙」。

## 發展史
白沙村早年蝦皮業興盛一時，為北竿鄉的主要漁村之一。但近年由於漁場枯竭，人口外流，漁業盛況己走向沒落。由於該村的地理位置最靠近南竿，早年軍民以舢舨和機動漁船渡海，尚須涉水登船，艱苦又危險。民國八十七年白沙碼頭興建完成，村容改觀，呈現新風貌，並加建港務大樓，開闢西線濱海道路，連接坂里，海陸交通便利，成為漁商兼備的港口。
目前南北竿交通船每天開航11班次，該村已成為北竿鄉對外的海上交通門戶。

## 其他
- 平水尊王廟：位於白沙港旁，由居民籌資數千萬在港務大樓旁興建，不僅是白沙港的地標，整座廟雖然小巧，但氣勢恢弘。
- 白沙聚落：位於白沙港口後方的，以階梯形式層層堆疊蓋於尼姑山坡上。

## 外部連結
- 北竿鄉公所全球資訊網